# Саруханян, Ваге Гникович
Ваге Гаги́кович Саруханя́н (арм. Վահե Սարուխանյան, род. 01 октября 1990, Гюмри, Ширакская область, Армения) — российский боксёр, представитель лёгкой весовой категории.  
Выступает за сборную России с начала 2010-х годов. Бронзовый призёр молодёжного чемпионата мира AIBA 2008 в Гвадалахаре, в весовой категории 60 кг, победитель турниров международного и национального значения, мастер спорта России по боксу.  
Является экс-чемпионом WBC international, младший брат Владимира Саруханяна. 

## Биография
Ваге Саруханян родился 1 октября 1990 года в Гюмри, в семье спортсменов. В семье есть брат Владимира Саруханяна, он также является профессиональным боксёром. В детстве Ваге переехал с семьёй в Сочи. С ранних лет увлекался боксом, тренировался вместе с старшим братом Владимиром.

## Карьера

### Спортивная карьера
В 2017 году боксёр Ваге Саруханян стал чемпионом мира по версии WBC, он одержал победу над боксёром — Хеди Слимани, и стал чемпионом.